# Nabis curtipennis
Nabis curtipennis là một loại rệp ở họ Nabidae.